# James Clinton

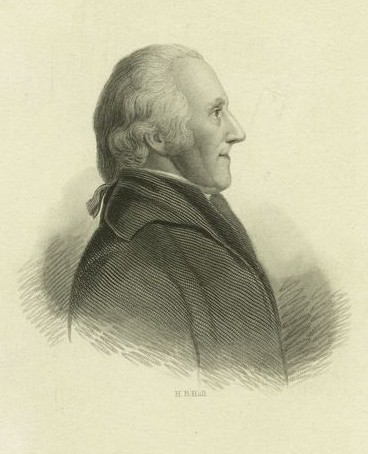
James Clinton.

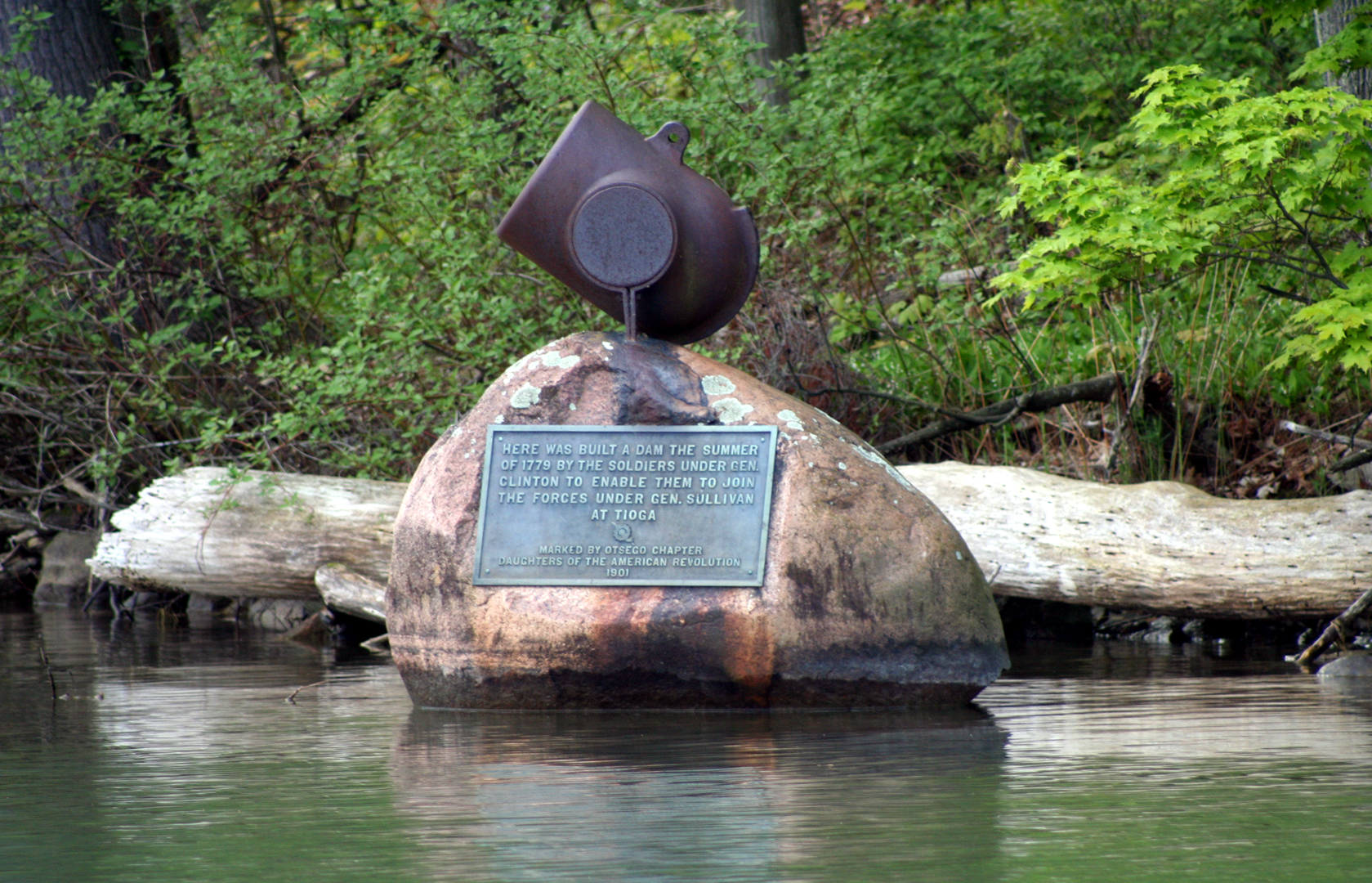
Monumento no sítio da represa do Gen. Clinton, na nascente do rio Susquehanna no lago Otsego em Cooperstown, Nova York.

James Clinton (9 de agosto de 1733 — 22 de setembro de 1812) foi um militar americano da Guerra de Independência Estadunidense que chegou ao posto de major-general.